# Tàu điện ngầm Budapest

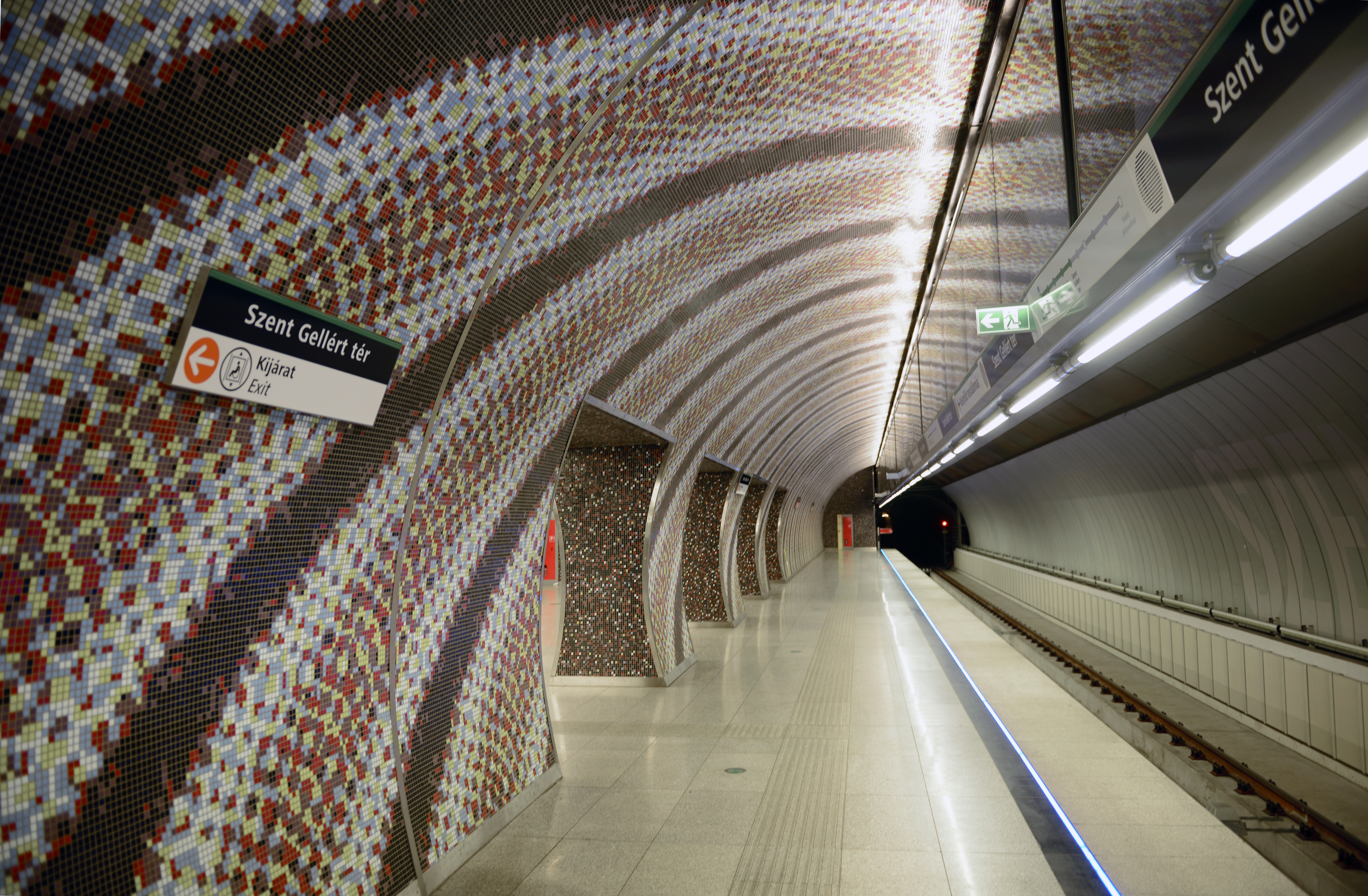
Szent Gellért tér (2014)

Tàu điện ngầm Budapest (tiếng Hungary: Budapesti metró) là hệ thống tàu điện tốc độ cao ở thủ đô Budapest của Hungary. Tuyến biểu tượng của nó, "Tàu điện ngầm Thiên niên kỷ" (Millenniumi Földalatti Vasút, tuyến M1), lâu đời thứ hai thế giới sau Tàu điện ngầm London, đã được đưa vào hoạt động tại lễ kỷ niệm thiên niên kỷ chinh phục đất Hungary 1896, được đưa vào danh mục di sản thế giới năm 2002.
Nhiều thập kỷ sau đó, với sự giúp đỡ của Liên Xô 2 tuyến đường (M2 và M3) được hình thành, mà đã được mở rộng đáng kể sau khi xây dựng, so với M1. Ngày 28 Tháng 3 năm 2014, đường tàu điện ngầm thứ tư (M4) được đưa vào hoạt động. Tuyến thứ năm (M5) đang được hoạch định. Toàn mạng lưới của Budapest Metro hiện tại dài 38,3 km và có 52 trạm.

## Các tuyến
| Số tuyến | Ga cuối                                    | Khánh thành | Số nhà ga |
| -------- | ------------------------------------------ | ----------- | --------- |
|          | Vörösmarty tér – Mexikói út                | 1896        | 11        |
|          | Örs vezér tere – Déli pályaudvar           | 1970        | 11        |
|          | Kőbánya-Kispest – Újpest-központ           | 1976        | 20        |
|          | Kelenföld vasútállomás – Keleti pályaudvar | 2014        | 10        |

Hệ thống tàu điện ngầm bao gồm bốn tuyến đường ray, mỗi tuyến được chỉ định bởi con số và màu sắc.
Tuyến  chạy theo hướng đông bắc từ trung tâm thành phố đến Công viên thành phố dọc theo đại lộ Andrássy.
Tuyến  nhìn chung chạy theo hướng đông sang tây từ trung tâm trung chuyển Örs vezér Square ở phía đông thành phố, và kết nối giữa ga Keleti và ga đường sắt Déli qua trung tâm thành phố.
Tuyến  chạy theo hướng tây bắc từ trung tâm trung chuyển Kőbánya-Kispest ở đông nam thành phố, dọc theo Üllői Avenue đến trung tâm thành phố, sau đó theo hướng bắc đến quận Újpest.
Ngoại trừ trong một đoạn ngắn gần các depot của mỗi tuyến, hệ thống chủ yếu là đi ngầm.
Tất cả các tuyến đường ray hội tụ tại quảng trường Deák Ferenc ở trung tâm thành phố, tạo thành trạm trung chuyển duy nhất của hệ thống. Nút cổ chai này sẽ được khắc phục bằng cách mở tuyến 4, tuyến vượt qua tuyến 2 và tuyến 3 tại các nhà ga khác nhau.
Tuyến  sẽ chạy theo hướng tây nam đến đông bắc từ trung tâm trung chuyển của ga đường sắt Budapest Kelenföld ở quận đông dân nhất thành phố Újbuda qua quận nội ô Józsefváros đến trạm cuối Keleti.
Hệ thống tàu điện ngầm hình thành một hệ thống riêng biệt khỏi tuyến đường sắt Budapest HÉV mặc dù tuyến 2 của hệ thống tàu điện ngầm có phục vụ vận chuyển đến trạm cuối của hai trong số bốn tuyến HÉV. Tích hợp các hệ thống không tương thích HÉV vào hệ thống tàu điện ngầm là một mục tiêu dài hạn, và hình thành cơ sở của tuyến 5 được đề xuất.